# Kisko kyrka
Kisko kyrka (finska: Kiskon kirkko) är en av Salo församlings kyrkor. Den finns  i den tidigare kommunen Kisko som numera är en del av Salo.  
Senast år 1347 avskildes de finskspråkiga delarna av Pojo kyrksocken till Kisko kapell.
Den åttkantiga träkyrkan byggdes 1810 för att ersätta en korskyrka som brunnit ner 1807. Vid kyrkan finns en medeltida sakristia. Den är det enda som förverkligades av planerna på en stenkyrka. Sakristian uppfördes omkring 1510–1530. Den medeltida sakristians tak och gavel ändrades när korskyrkan byggdes 1738–1741.
Minnesmärket vid hjältegravarna har gjorts av Lauri Leppänen år 1947.
År 2009 klassade Museiverket Kisko kyrkby med kyrkan som ett kulturområde av riksintresse.